# Уотерфолл (гидроаэропорт)
Гидроаэропорт Уотерфолл (англ. Waterfall Seaplane Base), (ИАТА: KWF, FAA LID: KWF) — частный гражданский гидроаэропорт, расположенный в населённом пункте Уотерфолл (Аляска), США. Порт принадлежит коммерческой компании Waterfall Cannery Resort.

## Операционная деятельность
Гидроаэропорт Уотерфолл находится на высоте уровня моря и эксплуатирует одну взлётно-посадочную полосу, предназначенную для приёма гидросамолётов:
- NW/SE размерами 3048 x 305 m, для обслуживания гидросамолётов.

По данным статистики Федерального управления гражданской авиации США услугами гидроаэропорта в 2008 году воспользовалось 2072 человек, что на 7 % (2 237 человек) меньше по сравнению с предыдущим годом.
За период с 31 декабря 2006 года по 31 декабря 2007 года Гидроаэропорт Уотерфолл обработал 1 600 операций взлётов и посадок самолётов (в среднем 133 операции ежемесячно), из них 94 % пришлось на рейсы аэротакси и 6 % — на авиацию общего назначения.: